# ネブカドネザルの年代記
ネブカドネザルの年代記(ネブカドネザルのねんだいき、英: Nebuchadnezzar Chronicle)（エルサレムの年代記としても知られる）は、バビロニア年代記と呼ばれる年代記群の１つであり、ネブカドネザル2世の治世の最初の11年間が記録されている。
粘土板にはネブカドネザルの西方への軍事行動の詳細が記され、その内容を翻訳したところ、カルケミシュの戦いと第一次バビロン捕囚についての記述が含まれていた。粘土板にはグレイソン方式の識別番号ABC5、大英博物館方式の識別番号BM21946が割り振られている。

ネブカドネザルに言及する年代記は２つあり、この年代記はそのうちの１つであるが、彼の治世の全てを記録しているわけではない。ネブカドネザルの年代記（ABC5）はナボポラッサル治世後半の年代記（識別番号ABC4）の続きである。ABC4においては、ネブカドネザルは皇太子として言及されている。識別番号ABC5（ネブカドネザルの年代記）がネブカドネザルの治世最初の11年間（紀元前605/604年～紀元前594/593年）の出来事しか記録していないため、さらにその10年後の出来事として聖書に記録されている破壊と離散についてはこの年代記では裏付けられないし、現時点では他のいかなる考古学的史料でも確認できていない。

大英博物館が古物商から1896年に購入した、他のバビロニア年代記の粘土板の大半については、発掘場所が不明であるため年代を特定できていない。これらの粘土板については、購入から60年後の1956年に初めて、ドナルド・ワイズマンが出版物において紹介した。

## カルケミシュの戦い
この年代記によれば、ネブカドネザル王は「川を渡り、カルケミシュに布陣したエジプト軍に向かっていった。彼らは互いに戦い、エジプト軍は逃げて行った。王は敵を打ち負かし、完膚なきまでに叩きのめした。バビロニア軍の剣先が届かないほど素早く戦場から逃げ去ったエジプト軍も、ハマトでバビロニア軍に敗れ、故郷に逃げ延びた者は一人もいなかった。これを以て、ネブカドネザル王はハマトの地を征服した。」

## エルサレムの包囲
ネブカドネザルの年代記では、直接にはエルサレムという単語は出てこないが、「ユダの町」を意味する「イアーフドゥ（Iaahudu）」という名前が登場する。年代記はこう書かれている。
（ネブカドネザルの）治世第7年のキスリムの月、バビロンの王は軍を編成しハッティの地に侵入した後、ユダの町を包囲した。アダルの月の２日目、彼は町を征服しその王を捕虜とした。（ネブカドネザルは）自ら、代わりの王を選んで定めた。多くの貢ぎ物を受け取ると、彼はバビロンへ向かって出発した。

## 年代学
この年代記は、第一次バビロン捕囚の日を立証するものとされている。1956年にドナルド・ワイズマンがバビロニア年代記に関する書籍を出版するのに先立ち、エドウィン・ティーレは、聖書の記述からするとネブカドネザルの最初のエルサレム捕囚は紀元前597年の春に行われたものと結論づけた。他方、ウィリアム・オルブライトを含む他の学者は、捕囚は紀元前598年の出来事とした。第二次バビロン捕囚を裏付ける史料は聖書以外にないが、これは紀元前587年の出来事とされる。第二次バビロン捕囚の時期は、ネブカドネザルの年代記で確認できる日付と、旧約聖書のエゼキエル書に記されている第一次バビロン捕囚の年から計算されたものである。